# L'Expulsió dels mercaders (Londres)
L'Expulsió dels mercaders del Temple, obra d'El Greco, és un llenç actualment a la National Gallery de Londres, realitzada circa 1602.

## Temàtica de l'obra
L'Expulsió dels mercaders del Temple és un episodi narrat als quatre Evangelis canònics, que relata com com Jesús de Natzaret, per tal de purificar el recinte sagrat, va expulsar del Temple de Jerusalem els canvistes i els mercaders que comerciaven amb animals i objectes per als sacrificis rituals. Aquest episodi està relacionat a ［Mt 21:12］ ［Mc 11:15］ ［Jn 2:13-22］［Lc 19:45］L

## Anàlisi de l'obra
Oli sobre llenç; 106 x 130 cm.; 1600-1605; National Gallery de Londres.
Harold Wethey considera aquest llenç com la millor versió conservada d'aquesta temática, obra d'El Greco, tot i que l'estat de conservació no sigui perfecte.
El model d'aquest llenç probablement és la versó actualment a la Col·lecció Frick de Nova York, força diferent de les anteriors variants. Si bé El Greco no elimina les arquitectures que abans havia representat, en aquesta etapa mostra una progressiva indiferència vers els elements anecdòtics i/o ambientals. Crist, en actitud flagelant, esdevé l'eix central de la composició. El grup de l'esquerra s'ha simplificat. Persisteixen els dos homes amb el tors nu i la noia que els separa, però la dona sedent és substituïda per un noi que recull una caixa.
Sorgeix un nou personatge a la dreta del quadre: una dona amb un cistell a cap. El mestre cretenc enriqueix el missatge al·legòric del passatge evangèlic amb dos relleus, que representen l'Expulsió d'Adam i Eva i el Sacrifici d'Abraham, que es poden interpretar com a prefiguracions, respectivament, de la Purificació i de la Salvació.

## Col·leccions
- J.C.Robinson. (adquirit en la venda de Christie's, el 30 de juny de 1877, núm. 63)
- donat per J.C.Robinson a la National Gallery de Londres l'any 1895.